# Rudolf Schwarz (Architekt)

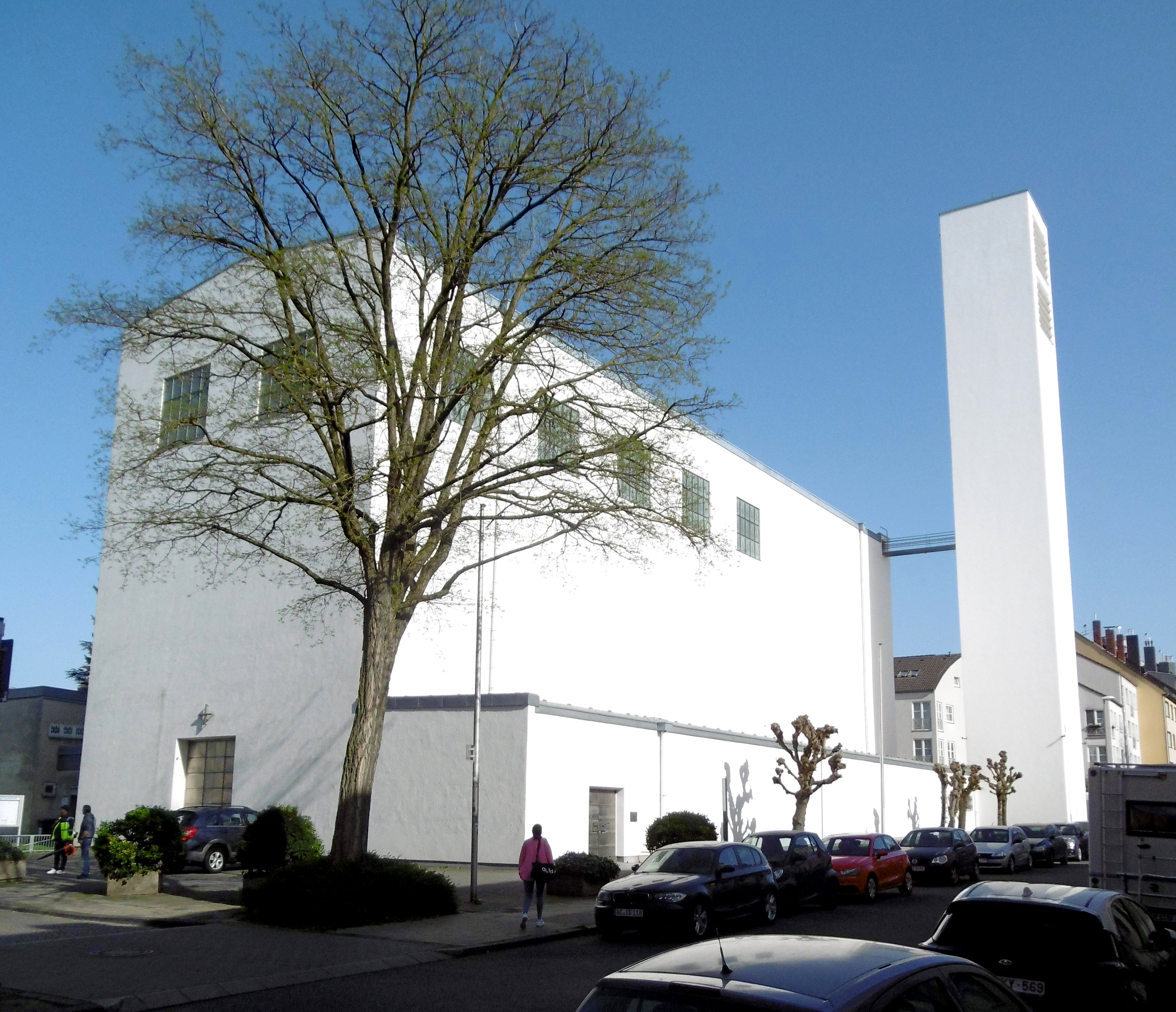
St. Fronleichnam Aachen

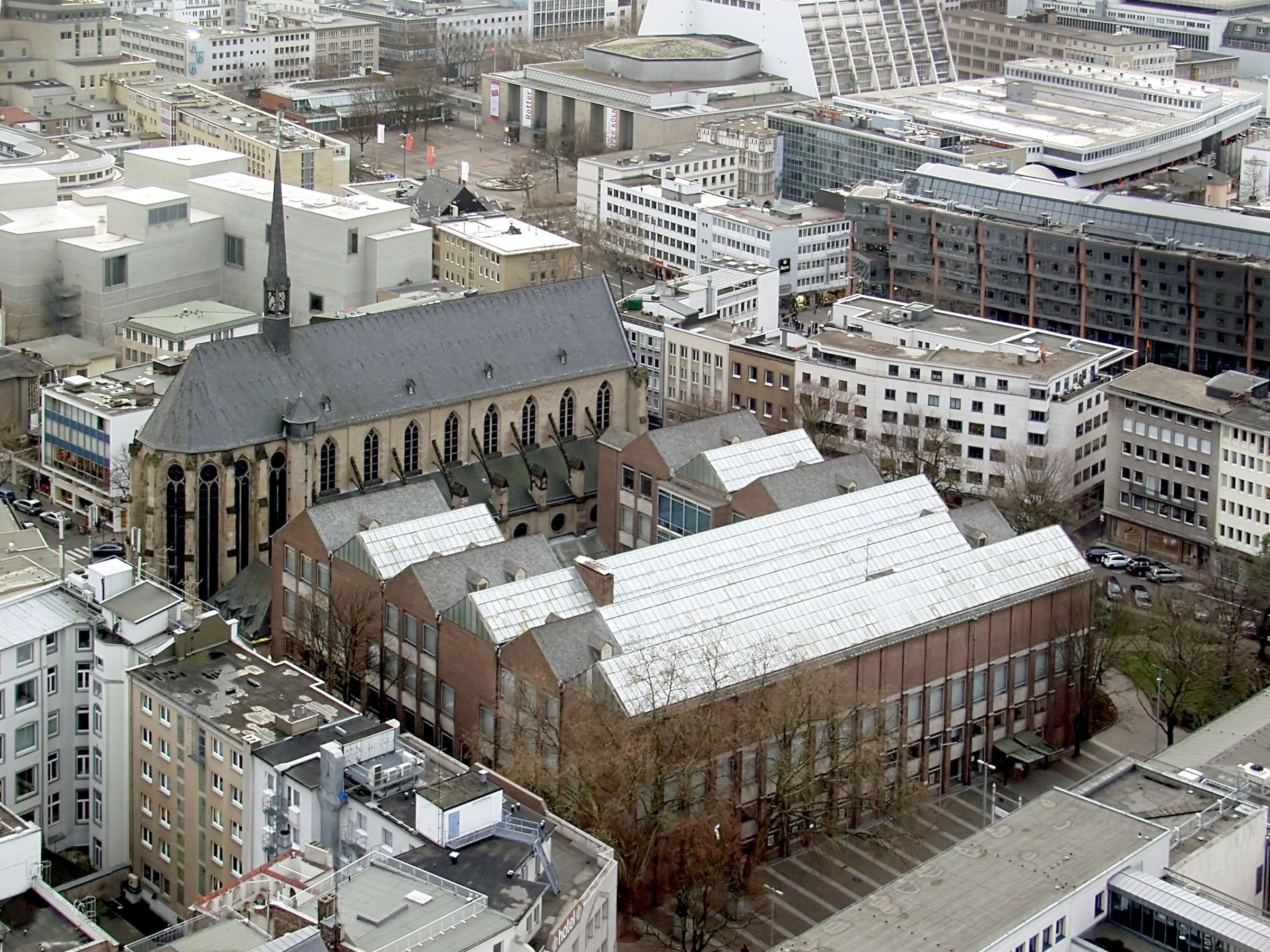
Museum für Angewandte Kunst Köln (früher: Wallraf-Richartz-Museum Köln)

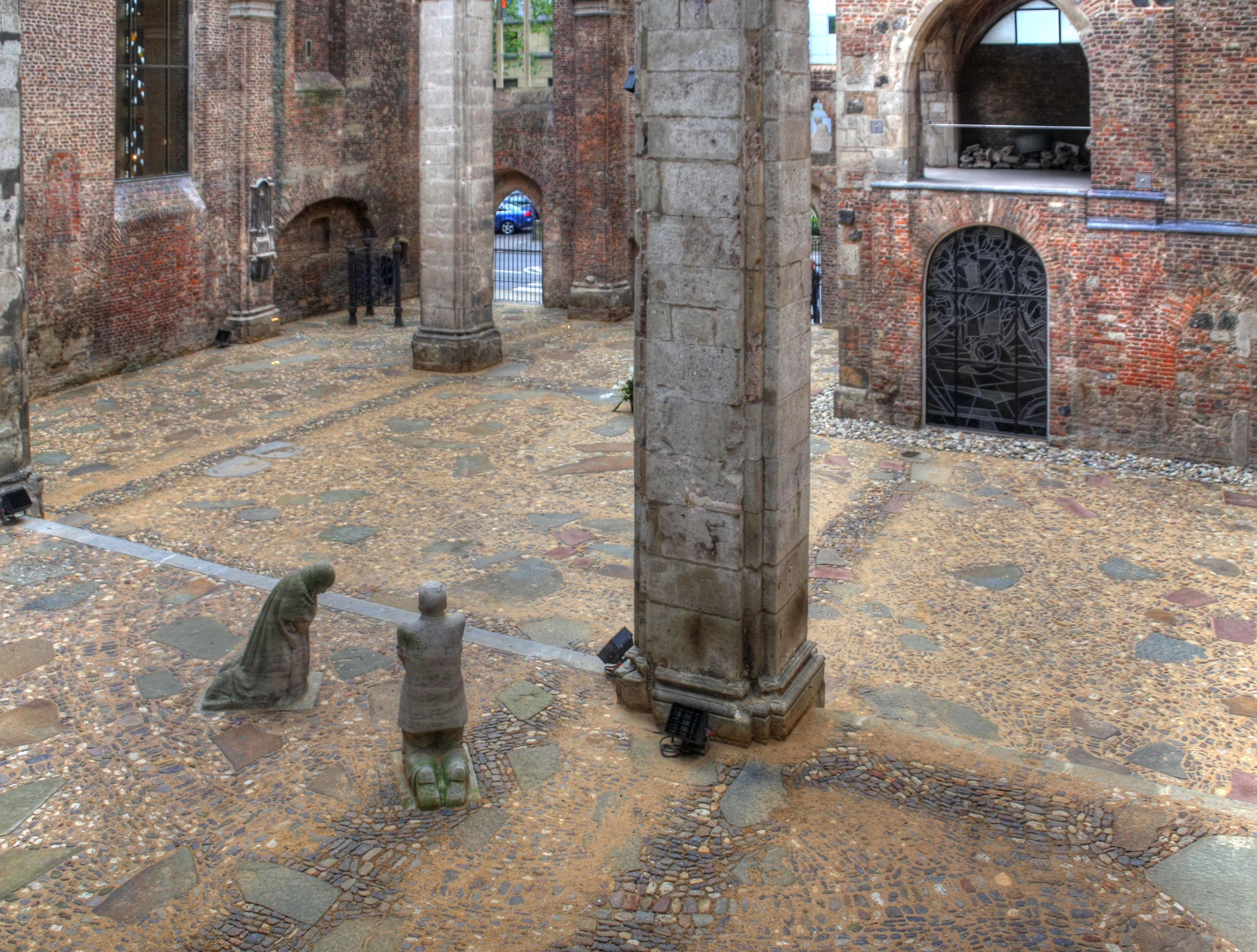
Alt St. Alban, Gürzenich, Innenhof mit der Skulptur: Trauerndes Elternpaar (1954; künstl. Konzept: Ewald Mataré; Vater: Joseph Beuys; Mutter: Erwin Heerich)

Rudolf Schwarz (* 15. Mai 1897 in Straßburg; † 3. April 1961 in Köln) war ein deutscher Architekt, Autor, Architekturprofessor, Kirchen- und Städtebauer, der nach 1945 den Wiederaufbau des kriegszerstörten Köln und den katholischen Kirchenbau in Westdeutschland prägte.

## Leben und Werk
Rudolf Schwarz wuchs in Straßburg auf. Dort leitete sein Vater ein Gymnasium. Nach seinem Abitur in Straßburg ging er nach Berlin und studierte von 1914 bis 1919 an der Technischen Hochschule Berlin-Charlottenburg Architektur. Hier begegnete er Romano Guardini, dem er zeitlebens verbunden blieb. Im Sommer 1919 studierte Schwarz an der Universität Bonn Katholische Theologie, Philosophie und Geschichte. Ab Winter 1919 bildete er sich zum Regierungsbaumeister im Hochbauamt des Preußischen Regierungspräsidiums Köln aus. Schwarz promovierte 1923 mit der Dissertation Frühtypen der rheinischen Landkirchen an der Technischen Hochschule Berlin-Charlottenburg, legte Ende 1923 an der Technischen Hochschule Berlin die Prüfung zum Regierungsbaumeister ab, war in dieser Zeit bis Anfang 1924 Mitarbeiter und Meisterschüler von Hans Poelzig im Meisteratelier der Akademie der Künste (Berlin), anschließend für wenige Wochen Mitarbeiter von Georg Steinmetz und unternahm dann eine Studienreise durch Italien und Griechenland.
Als Mitglied der katholischen Jugendbewegung Quickborn (1920–1934), deren geistlicher Mentor Romano Guardini war, leitete Schwarz deren Zeitschrift Die Schildgenossen und wurde 1924 „Burgbaumeister“ auf der Jugendburg Burg Rothenfels, die er als Zentrum des Quickborn instand setzte, aus- und umbaute. 1925 holte ihn Dominikus Böhm als Lehrer an die Bau- und Kunstgewerbeschule in Offenbach am Main. Gemeinsam bearbeiteten sie 1927 den Wettbewerb Frauenfriedenskirche Frankfurt (1. Preis) und Johannes Krahn, ein Meisterschüler von Dominikus Böhm, wurde ab 1928 zum engen Mitarbeiter von Schwarz.
1927 wechselte Schwarz an die Kunstgewerbeschule Aachen und leitete diese bis zur Schließung 1934 durch die Nationalsozialisten. Er gehörte dem Vorstand des Deutschen Werkbundes an und begründete mit Hans Schwippert eine neue, auf menschliche und regionale Belange bezogene Werklehre. Die Fronleichnamskirche, das Haus der Jugend und die Soziale Frauenfachschule in Aachen sowie seine Veröffentlichung Wegweisung der Technik machten ihn als kritischen Wegbereiter des Neuen Bauens bekannt.
Von 1934 bis 1940 arbeitete Schwarz als freier Architekt und Autor in Frankfurt am Main, Köln und Berlin. Dort beteiligten sich Rudolf Schwarz und Emil Steffann 1936 am Wettbewerb zum Neubau der kleinen Pfarrkirche Sankt Anna, ein nicht von ihnen realisiertes Projekt (St.-Annen-Kirche in Berlin-Lichterfelde), das grundlegend wurde für die liturgische Erneuerung  und den Neubau von Kirchen nach 1945 in Westdeutschland.
Von 1941 bis 1944 wirkte Schwarz als Landesplaner in Lothringen, nachdem er ein Angebot, als Architekt in die Türkei zu gehen, ausgeschlagen hatte. Mitglieder seines Planungsstabes waren Emil Steffann und Rudolf Steinbach, mit dem Schwarz 1943–1951 die 1942 kriegszerstörte Pfarrkirche Johannisberg (Rheingau) gemäß ihrem romanischen Ursprung im Sinne einer lebendigen Auffassung von Denkmalpflege als Spur der Geschichte wiederaufbaute. Nach Kriegsdienst und Kriegsgefangenschaft beteiligte er sich zunächst als Architekt in Frankfurt a. M. ansässig mit seinen Mitarbeitern Karl Wimmenauer, Paul Schneider-Esleben u. a. an Wiederaufbauprojekten und war von 1946 bis 1952 als Generalplaner für den Wiederaufbau von Köln verantwortlich. Entsprechend der Gedanken zur Landesplanung seines 1949 veröffentlichten Buches Von der Bebauung der Erde entwickelte Schwarz für Köln das Modell der Doppelstadt, das heißt, den Süden und Westen der Metropole am Rhein als Landschaft der Bildung und des Handels wie ihren Norden als Landschaft der Arbeit. Ein maßgeblicher Mitarbeiter von Rudolf Schwarz in der Kölner Wiederaufbaugesellschaft war von 1947 bis 1952 Fritz Schaller. Seine Überlegungen zum Wiederaufbau von Köln fasste Rudolf Schwarz in der Schrift Das Neue Köln zusammen. Sie bildeten einen offenen Widerspruch zum funktionalistischen Städtebau des CIAM.
1953 folgte Schwarz einem Ruf an die Kunstakademie Düsseldorf und lehrte dort bis zu seinem Tod 1961 Städte- und Kirchenbau. In seinem Beitrag Bilde Künstler, rede nicht, 1953 in der Architekturzeitschrift Baukunst und Werkform veröffentlicht, stellte er den mechanischen Funktionalismus in Frage. Das führte zur offenen Auseinandersetzung mit Walter Gropius und veranlasste die sogenannte Bauhaus-Debatte in Westdeutschland. Mit dem Wallraf-Richartz Museum Köln (1952–1957) belegte er sein Architekturverständnis, schuf die erste Museumsarchitektur der Bundesrepublik Deutschland und das Vorbild einer geschichtsbewussten Nachkriegsmoderne. 1959 veröffentlichte Schwarz seine Werkmonographie „Welt vor der Schwelle“, 1960 erhielt er den 1. Rang im Wettbewerb um den Wiederaufbau des Reichstags in Berlin und wurde in die Akademie der Künste Berlin berufen.
Schwarz starb 1961 im Alter von 63 Jahren und wurde auf dem Kölner Friedhof Müngersdorf (Flur 12 Nr. 6/7) beerdigt.
Nach seinem Tod führte seine Frau, die Architektin Maria Schwarz (geborene Lang), die offenen Aufträge – darunter zehn Kirchen – als Architekturbüro Schwarz und Partner weiter. Sie setzte sich für den Erhalt des Werkes von Rudolf Schwarz ein und übergab seinen Nachlass (ca. 300 Rollen Baupläne; 1927–1961) an das Historische Archiv des Erzbistums Köln. Nach ihrem Tod wurden Rudolf und Maria Schwarz im Juni 2018 posthum zu verdienstvollen Bürgern der Stadt Köln und ihre gemeinsame Grabstätte zum Ehrengrab erklärt.

## „Erste Architektur“
Schwarz entwickelte sein außerordentlich reiches architektonisches Werk aus grundsätzlichen Überlegungen zu einer „Ersten Architektur“, „die aller Architektur vorausliegen“ und er in drei Büchern: Vom Bau der Kirche (1947), Von der Bebauung der Erde (1949) und schließlich Welt vor der Schwelle (1960) erläuterte. Für ihn war das Bauen ein Abbilden der Schöpfung und ihrer Urbilder, von der geologischen Schichtung, über die Formen der Pflanzen, der Landschaft und der Baukunst, die mit ihren Erscheinungen als letzte oder erste Schicht des Erdaufbaus das Leben der Menschen und die Schöpfung veranschaulicht.

## Zitate
„Es ist ein ergreifender Anblick, wenn ein Baumeister endlich, endlich seinen Glaswürfel bekommt, mag auch der Vorwand dazu ein Fabrikbau sein, und es ist beruhigend und beinahe metaphysisch notwendig, wenn es ihm von oben hereinregnet und das Ganze als Treibhaus funktioniert“

Rudolf Schwarz sieht im Kirchenbau zwei „Urbilder“: (reiner) Weg oder „heilige Fahrt“ einerseits und Kuppel oder „heiliger Ring“ andererseits. Im Gegensatz zum Bautyp der Wegekirche stehen streng zentral orientierte Lösungen. Den „heiligen Weg“ in der von ihm entwickelten Wegekirche, die gekennzeichnet ist durch eine lineare Ausrichtung nach vorn, beschreibt Schwarz:

„Das Volk hat den Aufbruch vollzogen […], sein Dasein ist der Weg. Reihe hinter Reihe zieht es zu Gott hin. Niemand sieht das Gesicht des anderen, alle sehen ins Licht, das weit vor ihnen leuchtet, und sind von dort zur Gemeinde verbunden. Wegform ist karge, entsagende Form ohne die nahe Bindung des Einen im Anderen, es sei denn die verläßliche Kameradschaft der vielen, die unterwegs sind. Der Zug beginnt im Dunkel des Tors und endet im Licht. […] Das alles geschieht in der stehenden Gestalt. In der Wegform ist der Vorgang nach innen getreten und vollzieht sich dort von Anfang zu Ende als ein Aufbrechen und Hinziehen und ein Erreichen des Endes.“

## Ehrungen
- 1951 Verdienstkreuz (Steckkreuz) der Bundesrepublik Deutschland
- 1952 Fritz-Schumacher-Preis
- 1958 Großer Kunstpreis des Landes Nordrhein-Westfalen

Der Rudolf-Schwarz-Platz in Frankfurt-Kalbach-Riedberg wurde im April 2013 nach ihm benannt.
2018 wurden Rudolf Schwarz und seine Ehefrau Maria zu verdienstvollen Bürgern der Stadt Köln ernannt. Die gemeinsame Grabstätte wird als Ehrengrab erhalten.

## Werk

### Bauten (Auswahl)
Kirchenbauten machen etwa 60 % des Werkes aus, Profanbauten entstanden hauptsächlich in jungen Jahren.
| Jahr        | Bild | Ort                       | Objekt                                                              | Bundesland          | Kommentar |
| ----------- | ---- | ------------------------- | ------------------------------------------------------------------- | ------------------- | --- |
| 1929        |      | Alsdorf-Mariadorf         | Totenkreuz als Ehrenmal für die Gefallenen des Ersten Weltkrieges   | Nordrhein-Westfalen | |
| 1929–1930   |      | Aachen                    | Soziale Frauenschule, heute Kath. FH Aachen                         | Nordrhein-Westfalen | Neubau zusammen mit Hans Schwippert. |
| 1930        |      | Aachen-Burtscheid         | Pfarrheim der Pfarre St. Johann Baptist                             | Nordrhein-Westfalen | Neubau |
| 1930        |      | Aachen                    | Katholische Pfarrkirche: St. Fronleichnam                           | Nordrhein-Westfalen | Neubau, Ausführung zusammen mit Hans Schwippert |
| 1932        |      | Kreuzau-Leversbach        | Katholische Kapelle: St. Albertus Magnus                            | Nordrhein-Westfalen | Neubau |
| 1935        |      | Berlin-Zehlendorf         | Wohnhaus für Romano Guardini, Niklasstraße 50                       | Berlin              | [ 26 ] |
| 1939 – 1948 |      | Menden - Oberrödinghausen | Maria Königin des Friedens                                          | Nordrhein-Westfalen | Die Pläne des Bruchsteinsaales mit Dachreiter wurden 1937 von Rudolf Schwarz und Johannes Krahn erstellt. Mit dem Bau wurde 1939 begonnen. Die Fundamente wurden im selben Jahr gegossen, danach kam der Bau zum Erliegen. Das Gebäude wurde erst 1948 fertiggestellt. |
| 1946–1950   |      | Trier                     | Einbau einer neuen Altarinsel in der Liebfrauenkirche               | Rheinland-Pfalz     | |
| 1950–1952   |      | Köln-Kalk                 | Kalker Kapelle Wiederaufbau von St. Marien                          | Nordrhein-Westfalen | Neubau der Gnadenkapelle und Wiederaufbau der Pfarrkirche |
| 1947–1948   |      | Frankfurt am Main         | Frankfurter Paulskirche                                             | Hessen              | Wiederaufbau zusammen mit Eugen Blanck, Gottlob Schaupp und Johannes Krahn. |
| 1949–1951   |      | Köln-Deutz                | Katholische Pfarrkirche: Neu St. Heribert                           | Nordrhein-Westfalen | Wiederaufbau zusammen mit Josef Bernard. |
| 1947–1954   |      | Köln-Ehrenfeld            | Katholische Pfarrkirche: St. Mechtern                               | Nordrhein-Westfalen | Neubau am Hinrichtungsort von St. Gereon und seiner Soldaten. |
| 1952–1953   |      | Duisburg-Neudorf          | Ehem. Katholische Pfarrkirche: St. Anna                             | Nordrhein-Westfalen | Neubau zusammen mit Nikolaus Rosiny. Die Kirche wurde am 4. Februar 2007 profaniert. |
| 1952–1954   |      | Frechen                   | Katholische Pfarrkirche: St. Maria Königin                          | Nordrhein-Westfalen | Neubau |
| 1952–1955   |      | Köln                      | Gürzenich                                                           | Nordrhein-Westfalen | Wiederaufbau zusammen mit Karl Band. |
| 1952–1955   |      | Köln-Braunsfeld           | Katholische Pfarrkirche: St. Joseph                                 | Nordrhein-Westfalen | Neubau zusammen mit Josef Bernard. |
| 1951–1956   |      | Düren                     | Katholische Pfarr- und Wallfahrtskirche: St. Anna                   | Nordrhein-Westfalen | Neubau mit Rudolf Steinbach, Turm in den 1960er Jahren nach Plänen von Maria Schwarz angebaut. |
| 1953–1957   |      | Köln                      | Wallraf-Richartz-Museum, seit 1989 das Museum für Angewandte Kunst. | Nordrhein-Westfalen | Neubau Ausführung mit Joseph Bernhard |
| 1953        |      | Frankfurt-Nordend         | Ehem. Katholische Pfarrkirche St. Michael                           | Hessen              | Neubau, umgebaut durch Maria Schwarz als Trauer- und Taufkirche, seit 2007 Fachzentrum Trauerseelsorge des Bistums Limburg. |
| 1952–1954   |      | Andernach                 | Katholische Pfarrkirche: St. Albertus Magnus                        | Rheinland-Pfalz     | Neubau. Die Kirche wurde am 25. November 2018 profaniert. |
| 1954–1957   |      | Essen-Rüttenscheid        | Katholische Pfarrkirche: St. Andreas                                | Nordrhein-Westfalen | Neubau |
| 1957        |      | Bottrop                   | Ehem. Katholische Pfarrkirche: Heilig Kreuz                         | Nordrhein-Westfalen | Neubau mit Glasbildern von Georg Meistermann. Die Kirche wurde 2008 profaniert und wird jetzt als Kulturkirche genutzt. |
| 1956–1958   |      | Düsseldorf                | Ateliergebäude der Kunstakademie Düsseldorf                         | Nordrhein-Westfalen | Neubau |
| 1956–1959   |      | Saarbrücken               | Katholische Pfarrkirche: St. Maria Königin                          | Saarland            | Neubau |
| 1958–1959   |      | Essen-Frohnhausen         | Katholische Pfarrkirche: St. Antonius                               | Nordrhein-Westfalen | Neubau |
| 1959–1960   |      | Aschaffenburg-Schweinheim | Katholische Pfarrkirche: St. Gertrud                                | Bayern              | Neubau |
| 1959–1962   |      | Linz-Keferfeld            | Katholische Pfarrkirche: St. Therese                                | Oberösterreich      | Neubau |
| 1959–1964   |      | Wetzlar                   | Katholische Pfarrkirche: St. Bonifatius                             | Hessen              | Neubau, Ausführung Maria Schwarz, Werner Strohl |
| 1960–1964   |      | Wuppertal                 | Katholische Filialkirche: St. Pius X.                               | Nordrhein-Westfalen | Neubau |
| 1961        |      | Aachen-Forst              | Katholische Filialkirche: St. Bonifatius                            | Nordrhein-Westfalen | Neubau |
| 1961–1962   |      | Obertshausen-Hausen       | Katholische Pfarrkirche: St. Pius                                   | Hessen              | Neubau, Ausführung Maria Schwarz. |
| 1961–1963   |      | Wien-Matzleinsdorf        | Katholische Pfarrkirche: St. Florian                                | Wien                | Neubau, Ausführung Maria Schwarz. |
| 1961–1964   |      | Wuppertal-Vohwinkel       | Katholische Pfarrkirche: St. Ludger                                 | Nordrhein-Westfalen | Neubau |
| 1964–1965   |      | Berlin-Kreuzberg          | Katholische Filialkirche: St. Michael                               | Berlin              | Neubau, Bauleitung durch Hans Schaefers. |
| 1965        |      | Berlin-Gatow              | Ehem. Katholische Filialkirche: St. Raphael                         | Berlin              | Neubau, Bauleitung und Ausführung durch Maria Schwarz und Werner Michalik. Die Kirche wurde am 15. März 2005 profaniert und im Juli 2005 abgerissen. |
| 1966        |      | Dortmund-Neuasseln        | Katholische Pfarrkirche: St. Nikolaus von Flüe                      | Nordrhein-Westfalen | Neubau |

### Schriften
Schwarz hat in dem ersten Band der „Aachener Werkbücher“ mit dem Titel „Wegweisung der Technik“ Aufnahmen des Fotografen Albert Renger-Patzsch (1897–1966) veröffentlicht. Diese 14 Fototafeln sind freie Aufnahmen aus dem bis 1928 entstandenen künstlerischen Werk.

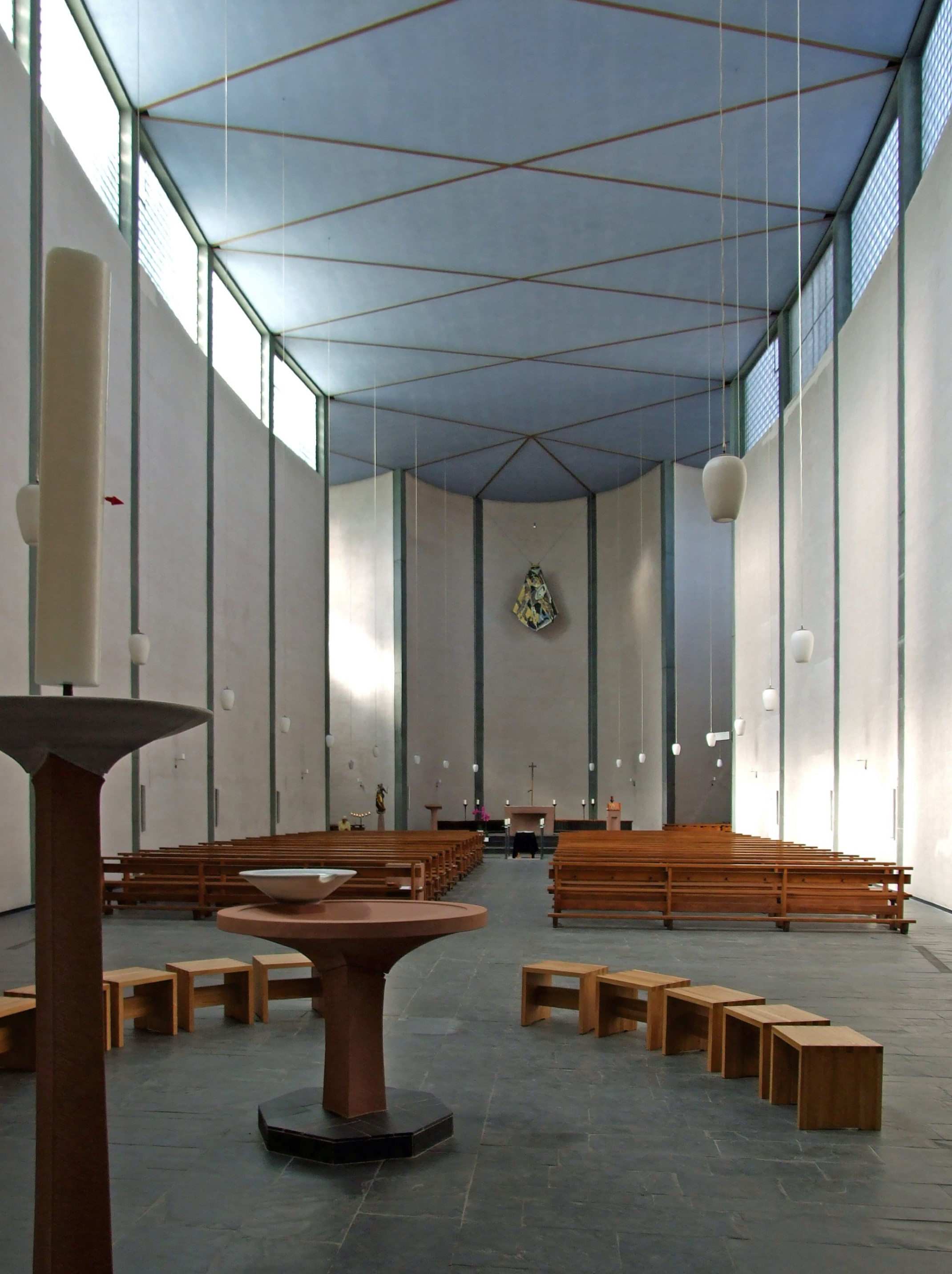
St. Michael Frankfurt

- Wegweisung der Technik. (= Aachener Werkbücher), Bd. 1. / 1928 Originalausgabe, die von dem Berliner Verlagshaus Müller & Kiepenheuer als Buchhandelsausgabe übernommen wurde.
Müller & Kiepenheuer, Potsdam 1928 (Originalausgabe).
Verlag der Buchhandlung Walther König, Köln 2008 (Faksimile-Neuausgabe, herausgegeben von Maria Schwarz und Ann und Jürgen Wilde (Albert Renger-Patzsch Archiv), mit einem Nachwort von Wolfgang Pehnt und Kurzbiografien zu Schwarz und Renger-Patzsch).
- Vom Bau der Kirche. Schneider, Heidelberg 1947 (Nachdruck der 1. Auflage, Würzburg 1938), ISBN 3-7025-0376-5.
- Von der Bebauung der Erde. Schneider-Verlag, Heidelberg 1949, ISBN 3-7025-0521-0.
- Der verdoppelte Mensch. In: Bruno E. Werner: Neues Bauen in Deutschland, München: Bruckmann 1952, [S. 18–19]
- mit Andreas Feldtkeller: Kirchen von heute. Krämer, Stuttgart 1959.
- Kirchenbau. Welt vor der Schwelle. Kerle, Heidelberg 1960, ISBN 3-7954-1961-1 (Nachdruck).
- Denken und Bauen. Kerle, Heidelberg 1963.
- Planmappe Sankt Anna (Hrsg. Manfred Sundermann), Norderstedt 2023, ISBN 978-3-7534-7754-1

## Literatur

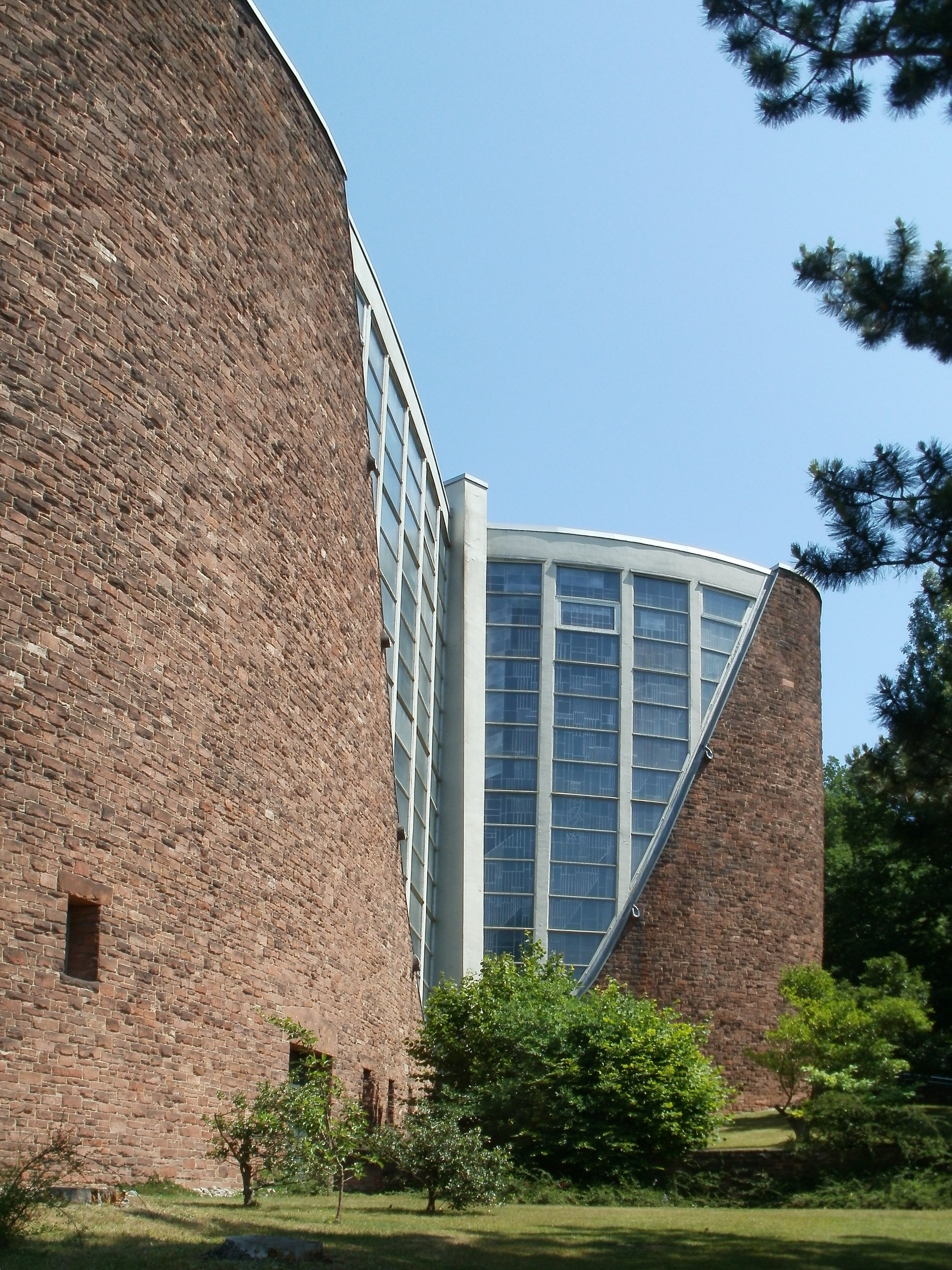
Maria Königin Saarbrücken